# 民主进步论坛
民主进步论坛，常被称作明巴尔（al-Minbar），是巴林的一个共产主义政党。该党是被巴林当局禁止活动并流亡多年的民族解放阵线－巴林于2001年创建的合法组织，创始人是艾哈迈德·萨瓦迪。